# Савахлунто
Савахлунто (індонез. Sawahlunto) — місто в Індонезії, входить до складу провінції Західна Суматра. Територія міста виділена в самостійну адміністративну одиницю — муніципалітет. У 2015 р. індонезійський уряд подав заявку на включення міста до список об'єктів Світової спадщини ЮНЕСКО як найстарішого міста Південно-Східної Азії, де було організовано видобуток кам'яного вугілля.

## Історія
Місто було засноване в 1888 році голландцями. Виникненню міста сприяло відкриття у цьому районі великого родовища кам'яного вугілля.

## Географія

Муніципалітет Савахлунто

Місто знаходиться в центральній частині провінції, на заході острова Суматра, в гористій місцевості хребта Барісан. Абсолютна висота — 256 метрів над рівнем моря.

Савахлунто розташоване на відстані приблизно 50 кілометрів на схід-північний схід (ENE) від Падангу, адміністративного центру провінції.

## Адміністративний поділ
Територія муніципалітету Савахлунто адміністративно підрозділяється на чотири райони (kecamatan), які в свою чергу діляться на 10 сільських поселень (kelurahan). Загальна площа муніципалітету - 273,45 км ².

## Населення
За даними офіційного перепису 2010року, населення становило 35 464 осіб..
| 2005   | 2010   | 2012   |
| ------ | ------ | ------ |
| 29 230 | 35 464 | 36 101 |

У національному складі переважають представники народності мінангкабау та яванці, також представлені китайці і батаки.

## Пам'ятки
- Музей залізничного транспорту

## Культурне життя
З 2017 р. проводиться щорічний Міжнародний поетичний фестиваль Савахлунто (Sawahlunto Poetry Reading Festival).

## Відомі уродженці
- Мохаммад Ямін (1903-1962) - індонезійський поет, політичний та державний діяч, національний герой Індонезії.